# Hybrid Theory
Hybrid Theory (englisch für etwa „Mischtheorie“) ist das Debütalbum der US-amerikanischen Nu-Metal-Band Linkin Park. Der Albumtitel stammt vom ursprünglichen Namen der Band. Hybrid Theory erschien am 24. Oktober 2000 über Warner Bros. Records in den Vereinigten Staaten, in Europa erfolgte die Veröffentlichung im Februar 2001.

## Entstehung
Im Jahr 1997, zu Zeiten der Nu-Metal-Welle um Bands wie Korn und Limp Bizkit, hatte die damals noch unter dem Namen Xero aktive Band ein gleichnamiges Demo-Tape aufgenommen. Darauf waren unter anderem Demos für die Songs Runaway und Forgotten enthalten. Nachdem die Band keinen Plattenvertrag bekommen hatte, verließ der damalige Sänger Mark Wakefield die Band. Mit Chester Bennington als Ersatz startete man unter dem Bandnamen Hybrid Theory neu. Als erstes wurde 1999 eine selbstbetitelte EP aufgenommen, von der ca. 1000 Exemplare gepresst wurden. 2001 wurde diese für den Fanclub Linkin Park Underground wiederveröffentlicht. Es folgte die Aufnahme einer heute als sehr rar erachteten 8-Track-Demo, die erstmals im Jahr 2009 – zehn Jahre nach ihrer Aufnahme – in der Öffentlichkeit auftauchte. Mit She Couldn’t war ein bis dahin unbekanntes Stück enthalten. Aus rechtlichen Gründen wurde später auch eine Version ohne She Couldn’t herausgegeben. Noch im selben Jahr nahm die Band ein neun Stücke umfassendes Demo auf. Die meisten Demoaufnahmen wurden im Originalzustand auf späteren LP-Underground-CDs Fanclubmitgliedern verfügbar gemacht.

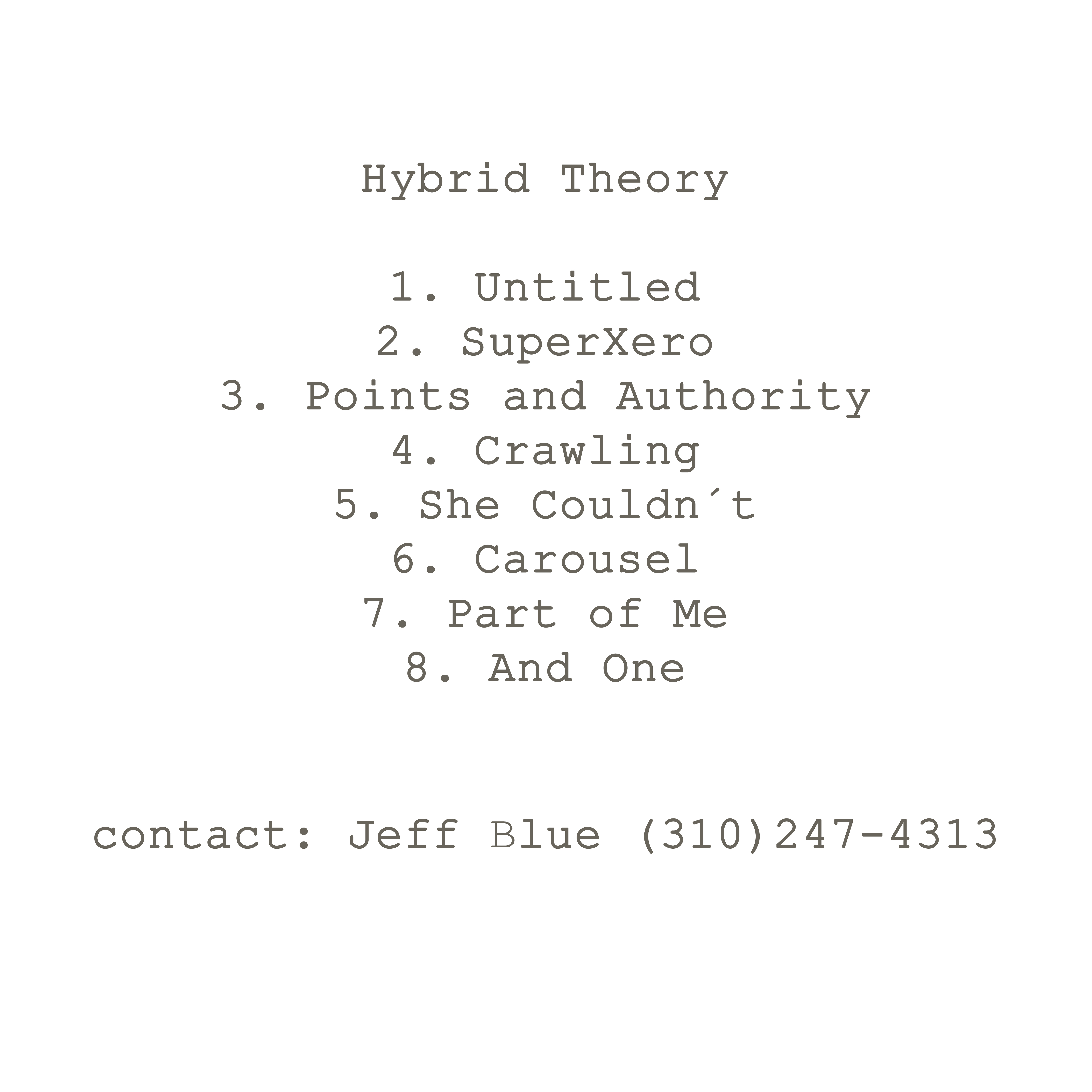
Hybrid Theory 8-Track-Demo

Hybrid Theory spielten Showcases vor Plattenmanagern und wurden von mehreren Labels abgewiesen. Zu dieser Zeit entstanden auch Kontakte zu Zomba Music. Der Band gelang es, über das aufkommende Internet, insbesondere bei MP3-Portalen, bereits erste weltweite Fans zu finden.
Schließlich wurden Hybrid Theory von Warner Music unter Vertrag genommen, nachdem Jeff Blue, ein Manager von Zomba, im Jahr 2000 zu Warner gewechselt war. Hybrid Theory begannen mit weiterem Songwriting. Viele der Lieder, die auf ihr Debütalbum kamen, waren jedoch überarbeitete Versionen ihrer Demos. Die Suche nach einem Produzenten gestaltete sich zunächst schwierig, bis letztlich Don Gilmore gewonnen werden konnte. Als man schon mit der Promotion des Albums angefangen hatte, kam es aber zu rechtlichen Problemen: Da es bereits eine andere Band dieses Namens und zudem die britische Firma Hybrid gab, musste die Gruppe nochmals ihren Namen ändern. Bennington schlug den Namen Lincoln Park vor. Um sich eine .com-Domain sichern zu können, wurde die Schreibweise in Linkin Park geändert. Die Website linkinpark.com wurde am 24. Mai 2000 registriert. Zwischen März und Juni wurde das Album bei NRG Recordings in North Hollywood aufgenommen und am 24. Oktober 2000 in den USA veröffentlicht. One Step Closer war bereits zuvor im Radio gespielt worden und wurde als erste Single veröffentlicht.
Der Veröffentlichung des Albums folgte 2001 eine ausgedehnte Tour, u. a. in Europa mit den Deftones.

## Inhalt

### Titelliste
Alle Songs sind als Remix auf dem Album Reanimation vorzufinden.

#### Standard Edition
| #  | Titel               | Länge | Bemerkung                | Songwriter                     |
| -- | ------------------- | ----- | ------------------------ | ------------------------------ |
| 1  | Papercut            | 3:05  | Dritte Single            | Linkin Park                    |
| 2  | One Step Closer     | 2:36  | Erste Single             | Linkin Park, Scott Koziol      |
| 3  | With You            | 3:23  |                          | Linkin Park, The Dust Brothers |
| 4  | Points of Authority | 3:20  |                          | Linkin Park                    |
| 5  | Crawling            | 3:29  | Zweite Single            | Linkin Park, Mark Wakefield    |
| 6  | Runaway             | 3:04  |                          | Linkin Park, Mark Wakefield    |
| 7  | By Myself           | 3:10  |                          | Linkin Park                    |
| 8  | In the End          | 3:36  | Vierte und letzte Single | Linkin Park                    |
| 9  | A Place for My Head | 3:05  |                          | Linkin Park, Mark Wakefield    |
| 10 | Forgotten           | 3:14  |                          | Linkin Park, Mark Wakefield    |
| 11 | Cure for the Itch   | 2:37  | Instrumental             | Linkin Park                    |
| 12 | Pushing Me Away     | 3:12  |                          | Linkin Park                    |

#### iTunes-Bonus-Track-Version
| #  | Titel                             | Länge | Bemerkung                                          | Songwriter                          |
| -- | --------------------------------- | ----- | -------------------------------------------------- | ----------------------------------- |
| 13 | My December                       | 4:19  |                                                    | Mike Shinoda                        |
| 14 | High Voltage                      | 3:45  | Originalversion auf der Hybrid Theory EP enthalten | Mike Shinoda, Joe Hahn, Brad Delson |
| 15 | Papercut (Recorded live at BBC 1) | 3:09  | Live-Aufnahme                                      | Linkin Park                         |

#### iTunes Deluxe Version
| #  | Titel                                      | Länge | Bemerkung                                          | Songwriter                          |
| -- | ------------------------------------------ | ----- | -------------------------------------------------- | ----------------------------------- |
| 13 | My December                                | 4:19  |                                                    | Mike Shinoda                        |
| 14 | High Voltage                               | 3:45  | Originalversion auf der Hybrid Theory EP enthalten | Mike Shinoda, Joe Hahn, Brad Delson |
| 15 | Points of Authority (Crystal Method Remix) | 4:56  | Remix                                              | Linkin Park                         |
| 16 | Papercut (Live at Milton Keynes)           | 3:50  | Live-Aufnahme                                      | Linkin Park                         |

### Cover
Das Cover wurde nach einer Idee von Chester Bennington von Mike Shinoda gestaltet. Es stellt einen dunkelroten Soldaten mit Flügeln einer Libelle vor einem grauen Hintergrund dar.

### Versionen
Auf der nur in Japan veröffentlichten Special Edition des Albums finden sich außer den gewöhnlichen Songs noch die beiden Lieder „My December“ und „High Voltage“ sowie das Musikvideo zu „One Step Closer“. Dieselben beiden Lieder finden sich auch auf der iTunes-Edition des Albums wieder, statt des Musikvideos umfasst sie jedoch einen Livemitschnitt des Liedes „Papercut“.
Erhältlich ist auch eine Ausgabe mit einer Bonusdisc, die sowohl die beiden Bonustracks „My December“ und „High Voltage“, als auch Liveaufnahmen der Lieder „Papercut“, „Points of Authority“ und „A Place for My Head“ enthält.
Auf einer neu gemasterten iTunes Deluxe Version sind seit dem 15. Januar 2013 neben den beiden üblichen Bonus-Tracks auch ein Remix von „Points of Authority“ und die für die CD/DVD Road to Revolution: Live at Milton Keynes aufgenommene Liveaufnahme von „Papercut“ erhältlich.

## Singleauskopplungen
Einen Monat nach der Veröffentlichung des Albums, am 28. November 2000, kam die erste Single One Step Closer auf den Markt. Das dazugehörige Musikvideo wurde in einer stillgelegten U-Bahn-Station in Los Angeles gedreht. Das Lied wurde zum ersten großen Hit der Band und erfreute sich einer hohen Rotation in Radio und Musikfernsehen. Der Song ist ebenfalls der Titelsong zum deutschen Film Das Experiment und daher auf dem Soundtrack dazu zu finden. Ein halbes Jahr später, am 1. Mai 2001 wurde die zweite Single Crawling veröffentlicht. Das Musikvideo zum Lied spiegelt die Grundthematik des Liedtextes wider, den Missbrauch eines Kindes.
Die dritte Single Papercut wurde am 25. September 2001 veröffentlicht. Das Lied beschäftigt sich mit der psychischen Krankheit Paranoia, was auch das Musikvideo zum Ausdruck bringt. Die vierte und letzte offizielle Single von Hybrid Theory trägt den Namen In the End und wurde am 20. November 2001 veröffentlicht. Das Video wurde zwischen den Auftritten der Ozzfest-Tour 2001 in der Wüste von Kalifornien gedreht und zeigt den rappenden Mike Shinoda.
Singles in den Charts

| Jahr | Titel           | Höchstplatzierung, Gesamtwochen, AuszeichnungChartplatzierungen (Jahr, Titel, , Platzierungen, Wochen, Auszeichnungen, Anmerkungen) | Höchstplatzierung, Gesamtwochen, AuszeichnungChartplatzierungen (Jahr, Titel, , Platzierungen, Wochen, Auszeichnungen, Anmerkungen) | Höchstplatzierung, Gesamtwochen, AuszeichnungChartplatzierungen (Jahr, Titel, , Platzierungen, Wochen, Auszeichnungen, Anmerkungen) | Höchstplatzierung, Gesamtwochen, AuszeichnungChartplatzierungen (Jahr, Titel, , Platzierungen, Wochen, Auszeichnungen, Anmerkungen) | Höchstplatzierung, Gesamtwochen, AuszeichnungChartplatzierungen (Jahr, Titel, , Platzierungen, Wochen, Auszeichnungen, Anmerkungen) | Höchstplatzierung, Gesamtwochen, AuszeichnungChartplatzierungen (Jahr, Titel, , Platzierungen, Wochen, Auszeichnungen, Anmerkungen) | Anmerkungen                                                    |
| Jahr | Titel           | DE | AT | CH | UK | US | Rock | Anmerkungen                                                    |
| ---- | --------------- | --- | --- | --- | --- | --- | --- | -------------------------------------------------------------- |
| 2000 | One Step Closer | DE32 (10 Wo.)DE | AT38 (12 Wo.)AT | CH42 (12 Wo.)CH | UK24 Platin · (5 Wo.)UK | US75 Platin · (17 Wo.)US | Rock4 (42 Wo.)Rock | Erstveröffentlichung: 28. September 2000 Verkäufe: + 2.014.000 |
| 2001 | Crawling        | DE14 (22 Wo.)DE | AT8 (32 Wo.)AT | CH43 (15 Wo.)CH | UK16 Platin · (8 Wo.)UK | US79 Gold · (20 Wo.)US | Rock3 (34 Wo.)Rock | Erstveröffentlichung: 1. März 2001 Verkäufe: + 1.418.000       |
| 2001 | Papercut        | DE49 Gold · (6 Wo.)DE | AT43 (5 Wo.)AT | CH80 (7 Wo.)CH | UK14 Platin · (7 Wo.)UK | US— GoldUS | — | Erstveröffentlichung: 25. September 2001 Verkäufe: + 1.517.000 |
| 2001 | In the End      | DE4 d ×3Dreifachplatin · (… Wo.)DE                                                                                                  | AT4 e (48 Wo.)AT | CH4 f Gold · (55 Wo.)CH | UK8 ×4Vierfachplatin · (24 Wo.)UK                                                                                                   | US2 Diamant · (39 Wo.)US | Rock3 (41 Wo.)Rock | Erstveröffentlichung: 9. Oktober 2001 Verkäufe: + 15.190.000   |

grau schraffiert: keine Chartdaten aus diesem Jahr verfügbar

## Rezeption

### Rezensionen
William Ruhlmann vom Internetportal allmusic kritisierte die zwischen Angst und Wut variierenden Texte als nicht ganz glaubwürdig. Auch musikalisch seien Linkin Park eher ein Nachzügler bei einem Musikstil, der seinen Höhepunkt schon hinter sich habe. Drei von fünf Sternen wurden als Wertung vergeben. Tyler Fisher hob auf sputnikmusic.com die „unglaubliche Zugänglichkeit“ der Musik von Linkin Park hervor, ebenso die „extrem gut funktionierenden“ Samples von DJ Joseph Hahn. Es handle sich um ein richtungsweisendes Mainstream-Album, musikalisch liege es aber „etwas über dem Durchschnitt“. Als Wertung vergab er ebenfalls drei von fünf Punkten. Es ist Linkin Parks meistverkauftes Album Demgegenüber offenbarten sich laut Michael Rensen vom deutschen Rock Hard die Qualitäten des Albums „erst bei intensiverer Beschäftigung“, die Band habe zwar Nu-Metal-Einflüsse, doch durchaus auch ihren eigenen Stil. Rensen lobte die „vorbildliche Koexistenz von Raps und Rock-Vocals und die von fetten Gitarrenwänden und mächtigen Keyboardteppichen unterlegten Refrains“. Als Kritikpunkt sah er mangelnde Abwechslung beim Songaufbau. Er vergab acht von zehn Punkten. Alexander Cordas von laut.de bewertete Hybrid Theory mit fünf von möglichen fünf Punkten. Er bezeichnet das Album als „fettes Debüt mit sägenden Gitarren und eingängigen Songs,“ das „auf ganzer Linie“ überzeuge. Es besitze „eine satte Produktion und intelligente Texte,“ wobei kein Song ein Ausfall sei.

### Preise
Im Jahr 2002 war das Album für drei Grammys nominiert und gewann dabei in der Kategorie „Best Hard Rock Performance“ für das Lied Crawling und gewann den deutschen Musikpreis Echo Pop in der Kategorie „Künstler/Künstlerin/Gruppe des Jahres international“. Das Musikvideo zu „In the End“ wurde 2002 mit dem MTV Video Music Award ausgezeichnet. Ebenfalls von MTV wurde die Band bei den MTV Europe Music Awards in den Kategorien „Best Group“ und „Best Hard Rock“ ausgezeichnet. Es ist zudem aufgeführt in den 1001 Albums You Must Hear Before You Die („1001 Alben, die man hören muss, bevor man stirbt“).

## Kommerzieller Erfolg

### Chartplatzierungen
| ChartsChartplatzierungen            | Höchstplatzierung | Wochen |
| ----------------------------------- | ----------------- | ------ |
| Deutschland (GfK)                   | 2 (… Wo.)         | …      |
| Österreich (Ö3)                     | 2 (151 Wo.)       | 151    |
| Schweiz (IFPI)                      | 5 (131 Wo.)       | 131    |
| Vereinigte Staaten (Billboard)      | 2 (355 Wo.)       | 355    |
| Vereinigte Staaten (Billboard Rock) | 2 (… Wo.)         | …      |
| Vereinigtes Königreich (OCC)        | 4 (164 Wo.)       | 164    |

| ChartsJahrescharts (2001)      | Platzierung |
| ------------------------------ | ----------- |
| Deutschland (GfK)              | 4           |
| Österreich (Ö3)                | 6           |
| Schweiz (IFPI)                 | 29          |
| Vereinigte Staaten (Billboard) | 6           |
| Vereinigtes Königreich (OCC)   | 13          |

| ChartsJahrescharts (2002)      | Platzierung |
| ------------------------------ | ----------- |
| Deutschland (GfK)              | 45          |
| Österreich (Ö3)                | 23          |
| Schweiz (IFPI)                 | 30          |
| Vereinigte Staaten (Billboard) | 5           |
| Vereinigtes Königreich (OCC)   | 85          |

| ChartsJahrescharts (2014)      | Platzierung |
| ------------------------------ | ----------- |
| Vereinigte Staaten (Billboard) | 158         |

| ChartsJahrescharts (2017)      | Platzierung |
| ------------------------------ | ----------- |
| Vereinigte Staaten (Billboard) | 178         |
| Vereinigtes Königreich (OCC)   | 87          |

| ChartsJahrescharts (2018)      | Platzierung |
| ------------------------------ | ----------- |
| Vereinigte Staaten (Billboard) | 171         |

| ChartsJahrescharts (2020) | Platzierung |
| ------------------------- | ----------- |
| Deutschland (GfK)         | 100         |

| ChartsJahrescharts (2021)      | Platzierung |
| ------------------------------ | ----------- |
| Vereinigte Staaten (Billboard) | 196         |

| ChartsJahrescharts (2023)      | Platzierung |
| ------------------------------ | ----------- |
| Deutschland (GfK)              | 95          |
| Vereinigte Staaten (Billboard) | 183         |

| ChartsJahrescharts (2024)      | Platzierung |
| ------------------------------ | ----------- |
| Deutschland (GfK)              | 23          |
| Österreich (Ö3)                | 29          |
| Vereinigte Staaten (Billboard) | 180         |

### Auszeichnungen für Musikverkäufe
Hybrid Theory verkaufte sich bis 2020 weltweit über 32 Millionen Mal und zählt zu den weltweit meistverkauften Musikalben.
Das Album erreichte in den Vereinigten Staaten innerhalb zweier Monate Gold- und innerhalb der ersten vier Monate Platinstatus. Im September 2020 wurde Hybrid Theory von der Recording Industry Association of America (RIAA) mit 12-fach-Platin für zwölf Millionen verkaufte Alben ausgezeichnet. Im Vereinigten Königreich wurde das Album von der British Phonographic Industry mit Sechsfach-Platin für insgesamt mehr als 1.800.000 verkaufte Platten ausgezeichnet. In Kanada erlangte das Album den fünffachen Platin-Status mit insgesamt mehr als 500.000 verkauften Tonträgern. Die International Federation of the Phonographic Industry (IFPI) zeichnete das Album in Deutschland mit drei Platin-Schallplatten für 900.000, in Österreich mit Platin für 30.000 und in der Schweiz mit Platin für mindestens 40.000 verkaufte Platten aus.
| Land/Region                  | Auszeichnungen für Musikverkäufe (Land/Region, Auszeichnung, Verkäufe) | Verkäufe    |
| ---------------------------- | ---------------------------------------------------------------------- | ----------- |
| Argentinien (CAPIF)          | Platin                                                                 | 60.000      |
| Australien (ARIA)            | 5× Platin                                                              | 350.000     |
| Belgien (BRMA)               | 2× Platin                                                              | (100.000)   |
| Brasilien (PMB)              | Platin                                                                 | 250.000     |
| Dänemark (IFPI)              | 5× Platin                                                              | (100.000)   |
| Deutschland (BVMI)           | 3× Platin                                                              | (900.000)   |
| Europa (IFPI)                | 4× Platin                                                              | 4.000.000   |
| Finnland (IFPI)              | Platin                                                                 | (62.629)    |
| Frankreich (SNEP)            | Platin                                                                 | (200.000)   |
| Italien (FIMI)               | 2× Platin                                                              | (100.000)   |
| Japan (RIAJ)                 | Platin                                                                 | 200.000     |
| Kanada (MC)                  | 5× Platin                                                              | 500.000     |
| Kroatien (HDU)               | Silber                                                                 | 3.000       |
| Malaysia (RIM)               | —                                                                      | 300.000     |
| Mexiko (AMPROFON)            | Platin                                                                 | 150.000     |
| Neuseeland (RMNZ)            | 7× Platin                                                              | 105.000     |
| Niederlande (NVPI)           | Platin                                                                 | (80.000)    |
| Österreich (IFPI)            | Platin                                                                 | (50.000)    |
| Polen (ZPAV)                 | Platin                                                                 | (70.000)    |
| Portugal (AFP)               | Gold                                                                   | (70.000)    |
| Schweden (IFPI)              | Platin                                                                 | (80.000)    |
| Schweiz (IFPI)               | Platin                                                                 | (50.000)    |
| Singapur (RIAS)              | Platin                                                                 | 10.000      |
| Spanien (Promusicae)         | Platin                                                                 | (100.000)   |
| Ungarn (MAHASZ)              | Platin                                                                 | (20.000)    |
| Vereinigte Staaten (RIAA)    | 12× Platin                                                             | 13.580.000  |
| Vereinigtes Königreich (BPI) | 6× Platin                                                              | (1.800.000) |
| Insgesamt                    | 1× Silber · 1× Gold · 56× Platin · 1× Diamant ·                        | 19.708.000  |

Hauptartikel: Linkin Park/Auszeichnungen für Musikverkäufe

## Trivia
- Im Musikvideo der Single Papercut ist das Baby, welches die Cover der Hybrid Theory EP und des Xero Demo-Tapes ziert, als Bild an der Wand zu sehen.